# Danmarks Bokse-Union
Danmarks Bokse-Union er boksningens officielle specialforbund i Danmark og medlem af Danmarks Idræts-Forbund, Danmarks Olympiske Komité, International Boxing Association samt European Boxing Confederation. Forbundet havde 31. december 2011 i alt 114 foreninger med omkring 12.842 medlemmer.

## Historie
Danske boksere blev i 1901 første gang organiseret i en nationalt forbund, da man stiftede Dansk Athlet-Union i samarbejde med vægtløftere og brydere. Da Den Internationale Olympiske Komité i 1914 besluttede at boksning igen skulle på det olympiske program fra, de senere aflyste lege i 1916, efter en pause i 1912 i Stockholm, samtidig med idrætsudøvere skulle være repræsenteret ved en speciel fagorganisation for at deltage ved Olympiske lege, besluttede man at bokserne i Danmark skulle organiseres i eget forbund. Derfor stiftede man i 1915 Dansk Amatør Bokse-Union. Dette navn havde unionen indtil 2001, hvor man skiftede til Danmarks Bokse-Union.